# Robert Salais
Robert Salais, né en 1941 à Tours, est un économiste français, ancien élève de l'École polytechnique (promotion X61) et de l'École nationale de la statistique et de l'administration économique (ENSAE). Administrateur de l’INSEE, il a créé en 1997 avec Michel Margairaz et Denis Woronoff le laboratoire de recherches CNRS « Institutions et dynamiques historiques de l’économie ». Il est actuellement chercheur dans ce laboratoire à l’École normale supérieure de Cachan.

## Biographie
Ses premiers travaux ont porté sur l’estimation économétrique de la Courbe de Phillips, liant salaires, prix et chômage (première estimation faite pour la France), sur le mécanisme de fluctuations des taux d’activité sur le marché du travail en France (à l’origine de l’équation explicative du chômage dans les modèles macroéconomiques français) et sur  le marché du travail comme file d’attente (modèle flux-stocks-durée du chômage).
Chef de la Division Emploi, puis de l’Unité de Recherches de l’INSEE, il se tourne dans les années 1980, sous l’influence d’Alain Desrosières et Laurent Thévenot,  vers l’histoire de l’invention de la catégorie « chômage » et vers l’analyse des conventions du travail. Robert Salais est l’un des six fondateurs en 1989 de l’économie des conventions, avec Jean-Pierre Dupuy, François Eymard-Duvernay, Olivier Favereau, André Orléan et Laurent Thévenot. L’économie des conventions se distingue tant de l’école de la régulation que des théories du marché en mettant au centre l’analyse de la coordination ainsi que la pluralité de ses formes. 
La conception du travail déployée dans les recherches de Robert Salais est celle d’une activité sociale dont le propre est d’être tendu vers la réalisation du produit (au sens large) qu’elle vise. Elle consiste, au sein de l’économie, à réinvestir les traditions de l’anthropologie et de la philosophie du travail. Il y a un mystère dans l’activité de travail qui tient en ce qu’elle crée des choses, des produits, des services qui ne préexistaient pas à leur réalisation. Ce mystère procède de la liberté humaine. Se déroulant comme coordination entre personnes, l’activité de travail se fonde sur des conventions au sens où, dans un contexte d’incertitude sur le futur, sur ce que font les autres, sur l’adéquation du dispositif de travail aux résultats recherchés, la coordination ne peut avancer que sur base d’attentes mutuelles, qu’à partir de l’hypothèse d’un monde commun posée dans le cours même de l’action et de la coordination. Il existe une pluralité de mondes possibles de production sur lesquels une économie peut fonder son développement, d’où l’importance de la comparaison internationale pour rendre compte de la spécificité des trajectoires socio-historiques nationales.
Depuis le début des années 2000, Robert Salais a lancé une série de programmes européens de recherche, visant à transposer l’approche par les capacités d’Amartya Sen aux questions posées par la construction de l’Europe dans le domaine social. L’enjeu est de montrer qu’il existe une alternative à la dérive vers le tout marché et l’affaiblissement des protections sociales et juridiques du travail dans laquelle s’enferme la construction de l’Europe. Comment renouer avec les objectifs de réduction des inégalités et d’égalité des chances, tout en mettant au centre la réalisation des aspirations à une liberté réelle de choix, à l’accomplissement personnel et au plein exercice de la citoyenneté ?  Robert Salais travaille dans ce cadre à mettre en évidence les passerelles qui existent entre l’approche par les capacités et l’économie des conventions.
Lors du second tour de l'élection présidentielle française de 2012, il signe l'appel des économistes soutiens du Front de gauche  pour battre Nicolas Sarkozy.

## Publications
- L’Invention du chômage, avec Nicolas Baverez et Bénédicte Reynaud, 1986-1999
- Les Mondes de production, avec Michael Storper, 1993 (édition en anglais Worlds of Production 1997)
- Aux sources du chômage, 1890-1914 : une comparaison interdisciplinaire entre la France et la Grande-Bretagne, codirection avec Malcolm Mansfield et Noel Whiteside, 1994
- Institutions et conventions : la réflexivité de l’action économique, codirection avec Elisabeth Chatel et Dorothée Rivaud-Danset, 1998
- Governance, industry and labour markets in Britain and France, codirection avec Noel Whiteside, 1998
- Europe and the politics of capabilities, codirection avec Robert Villeneuve, 2004
- L’Action publique et ses dispositifs, codirection avec Élisabeth Chatel et Thierry Kirat, 2005
- Le Viol d’Europe : Enquête sur la disparition d'une idée, Paris, PUF, 2013, 431 p. (ISBN 978-2-13-061890-4)